# 80er-Radio Harmony
80er-Radio harmony ist ein privater Radiosender in Hessen mit Sitz in Bad Vilbel.
Das Programm ging am 1. September 2003 auf Sendung. Geschäftsführer ist Marco Maier, Programmchef ist Marko Eichmann. 80er-Radio harmony ist der neueste Sender der Gesellschaft Radio/Tele FFH GmbH & Co. Betriebs-KG, zu der auch Hit Radio FFH und die Jugendwelle Planet Radio gehören. 80er-Radio harmony kann terrestrisch über UKW und DAB+ in Hessen und Nordrhein-Westfalen empfangen werden, außerdem als Internetradio, über die Smartphone-App und in den hessischen Kabelfernsehnetzen. Online betreibt der Sender neben seinem Livestream ein Schlagerradio und weitere Online-Angebote, wie die + Programme, welche ein individuelles Angebot darstellen, weil die Zuhörenden entscheiden können, ob auch Hits aus anderen Jahrzehnten oder anderen Genres, die im normalen Programm von 80er-Radio harmony nicht vorkommen, gespielt werden sollen.

## Programminhalte
80er-Radio harmony spielt seit einem Relaunch 2020 ausschließlich Musiktitel aus den 80er-Jahren.  Claim des Senders ist „Wir lieben die 80er“.

## Moderatoren
- Trixxi Teffner
- Nina Kronewald
- Jonas Neureither
- Mario Sattler
- Charlotte Mattes
- Lara Hoffmann
- Jessica Hofmann
- Kathrin Sawatzki

Quelle: 

## Ehemalige Moderatoren
- Martin Hecht
- Thomas Koschwitz
- Evren Gezer
- Steffen Popp
- Astrid Jacoby
- Uli Florl
- Kai Fischer
- Andreas Karczewski
- Dieter Döring
- Patrick Fuchs
- Jonas Hanst
- Minou

## Reichweite
Laut der Media-Analyse 2016/I hörten 294.000 Hörer das Programm von 80er-Radio harmony. 59.000 Menschen schalteten durchschnittlich pro Stunde ein. Damit erreichte das Programm die meisten Hörer seit Gründung im Jahr 2003.